# Hamza Regragui
Hamza Regragui (arab. ‏حمزة الركراكي‎; ur. 13 czerwca 1997) – marokański piłkarz, grający na pozycji środkowego obrońcy. W sezonie 2020/2021 zawodnik Renaissance Berkane.

## Kariera klubowa
Pierwsze kroki stawiał w Académie Mohammed VI de football, z którego został przeniesiony 1 lipca 2015 roku do Málaga CF Juvenil A.
1 lipca 2016 roku powrócił do ojczyzny zostając piłkarzem KACu Kénitra. Zadebiutował w tym zespole 14 maja 2017 roku w meczu przeciwko Difaâ El Jadida, przegranym 1:2. Hamza Regragui pojawił się na boisku w 80. minucie. To był jego jedyny mecz w tym klubie.
1 stycznia 2017 roku powrócił do Académie Mohammed VI de football.
1 lipca 2017 roku został zawodnikiem Renaissance Berkane. W zespole tym debiut zaliczył 9 września 2017 roku w meczu przeciwko Ittihadowi Tanger, przegranym 0:3. Pierwszą asystę zaliczył 16 grudnia 2017 w meczu przeciwko Racingowi Casablanca, wygranym 4:0. Hamza Regragui asystował przy bramce w 79. minucie. Pierwszą bramkę strzelił 18 grudnia 2018 roku w meczu przeciwko OC Safi, wygranym 3:2. Hamza Regragui do sitaki trafił w 15. minucie po podaniu Omara Namsaouiego. W sezonie 2017/2018 zdobył Puchar Maroka, a w 2020 roku Afrykański Puchar Konfederacji. Łącznie dla zespołu z Berkane rozegrał 64 ligowe mecze, strzelił 3 gole i zaliczył 3 asysty.

## Kariera reprezentacyjna
Był w kadrze na mecz ojczystej reprezentacji do lat 23 przeciwko Gambii.